# Una boda a la Toscana
Una boda a la Toscana (títol original en neerlandès, Toscaanse Bruiloft) és una pel·lícula de comèdia romàntica del 2014 dirigida per Johan Nijenhuis. La banda sonora va ser composta pel violinista i director neerlandès André Rieu. Va guanyar el premi Pel·lícula d'Or després d'haver venut 100.000 entrades i el premi Pel·lícula de Platí després d'haver-ne venut 400.000. Aquesta pel·lícula ha estat doblada al català.

## Repartiment
- Sophie van Oers com a Sanne Klaartje van Straaten
- Jan Kooijman com a Jeroen Gerben Beukering
- Simone Kleinsma com a Marla van den Boomgaard
- Ernst Daniël Smid com a Tom Hendrik van Straaten
- Diederik Ebbinge com a Robert Frederik 'Bob' van Aspen
- Lieke van Lexmond com a Lisa Frederique Marianna Geertruida Leidekker
- Dirk Zeelenberg com a Koos Leidekker
- Martine Sandifort com a Bella
- Carolien Spoor com a Dominique Maria Leidekker
- Ruud Feltkamp com a Erik van Aspen
- Matteo van der Grijn com a Camillo
- Alessandro Bressanello com a Burgemeester Vittorio Bellamonti
- Joy Wielkens com a Lot
- Medi Broekman com a Marjolein